# 奧普菲孔

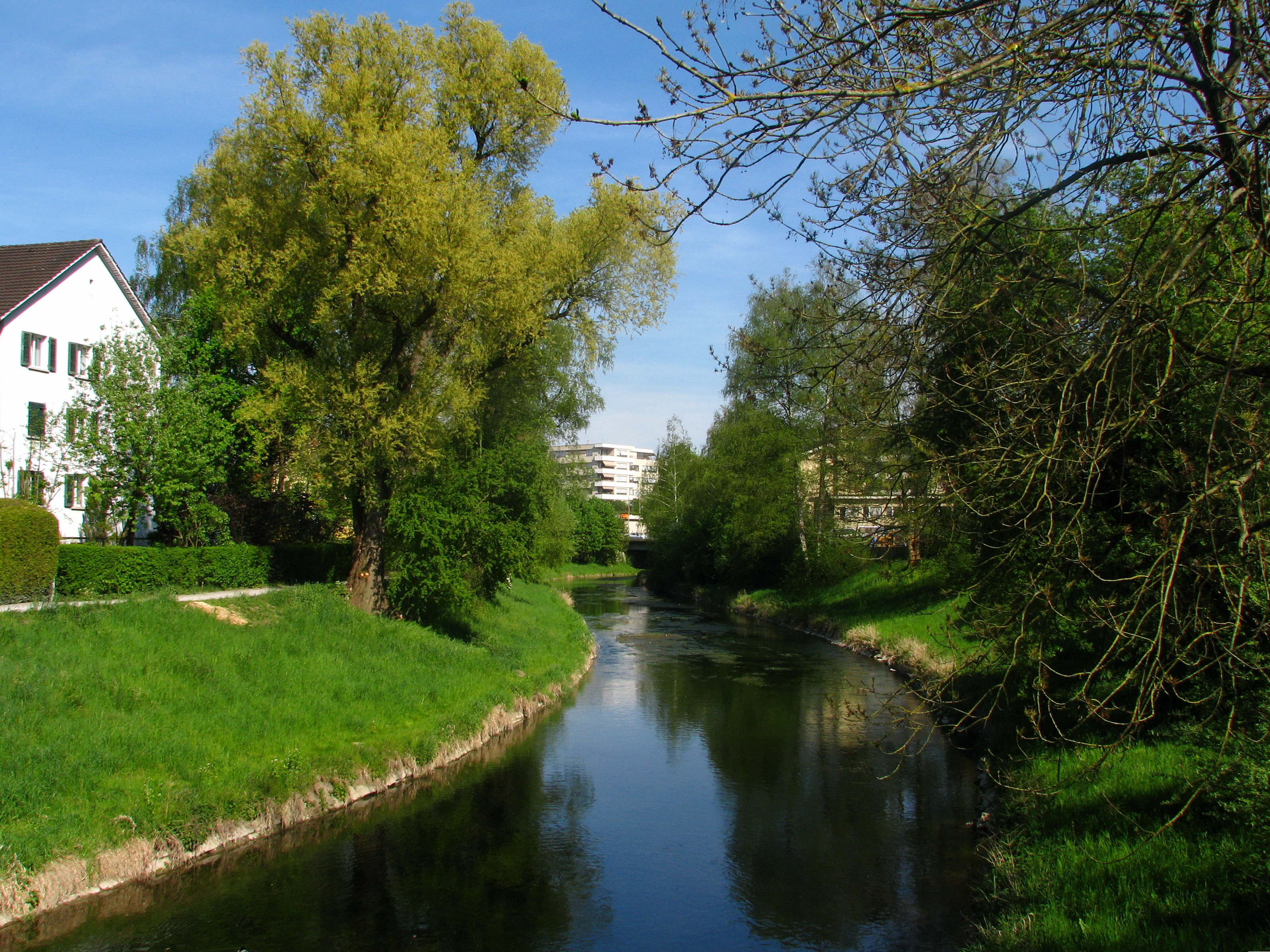
奥普菲孔风光

奧普菲孔，也叫奧普菲孔-格拉特布鲁格（Opfikon-Glattbrugg），是瑞士联邦苏黎世州比拉赫区的市镇。该市镇面积为5.61平方千米，海拔高度459米，2018年12月31日人口数为20,356。

## 外部連結
- Official web-site of the town of Opfikon （页面存档备份，存于） （德文）
- Webcam/Live-Weather Opfikon （德文）